# Bůh všemohoucí
Bůh všemohoucí (středověkou češtinou Buoh všemohúcí, německy Christ ist erstanden) je jedna z nejstarších duchovních písní Evropy. Patří mezi velikonoční písně. Vznikla jako parafráze latinské sekvence Victimae paschali laudes na přelomu 11. a 12. století v Německu, česká verze pochází z počátku 14. století a velmi se rozšířila zejména za Karla IV. V jednotném kancionále, v němž má přepracovaný text se šesti slokami, je zařazena pod číslem 402 se dvěma nápěvy – původním německým (402A) a pozdějším českým (402B), převzatým z Jistebnického kancionálu, z něhož pochází i český text. Při mši ji lze zpívat ke vstupu.
V některých kancionálech, zejména protestantských, je uváděna pod názvem Bůh náš všemohoucí (v Evangelickém zpěvníku pod číslem 333 AB); tento název používají i Mešní zpěvy, do nichž jsou některé sloky také zařazeny. Z české verze vznikl také překlad do latiny s názvem Deus omnipotens.